# Camillo Rosso
Camillo Rosso (Asti, 4 luglio 1882 – 23 ottobre 1973) è stato un generale italiano.
Ufficiale pluridecorato del Regio Esercito durante la prima guerra mondiale, decorato con tre medaglie d'argento al valor militare, due croci al merito di guerra, delle Croci di Cavaliere dell'Ordine dei Santi Maurizio e Lazzaro, commendatore dell'Ordine della Corona d'Italia e di cavaliere dell'Ordine Coloniale della Stella d'Italia. Lasciata dietro sua domanda la carriera militare nel 1920, fu successivamente Podestà di Alessandria.

## Biografia
Nacque ad Asti il 4 luglio 1882, figlio di Giacomo, tenente colonnello del Regio Esercito, e di Eva Matilde. Prese parte alla prima guerra mondiale senza interruzione, e sempre in zona d'operazioni, dal maggio 1915 al novembre 1918. Capitano del 3º Reggimento alpini nel 1915, quale comandante di compagnia e di battaglione prese parte alle azioni sul Monte Nero, Monte Rosso e Santa Maria di Tolmino, e per tali azioni fu decorato con tre Medaglie d’argento al valore militare.
Nel corso del 1916 fu chiamato a prestare servizio di Stato maggiore presso il Comando del IV Corpo
d’armata, e dal maggio 1917 col grado di maggiore e poi di tenente colonnello, ricoprì la carica di Sottocapo di Stato maggiore presso il Comando del II Corpo d'armata, combattendo sul Kuk, sul Vodice, sul Monte Santo, e sull'altopiano della Bainsizza. Seguì il II Corpo d'armata del generale Alberico Albricci quando fu trasferito in Francia, partecipando a tutti i combattimenti fino al novembre 1918. 
Dopo la fine della guerra prestò servizio come insegnante presso la Scuola di guerra di Torino dove rimase fino alla fine del 1920 lasciando il servizio attivo su sua domanda.
Generale di brigata dell'Arma di Fanteria, fu podestà di Alessandria, e tra i soci fondatori del locale Rotary Club.
Nel 1967 fu tra i soci fondatori della Sezione di Alessandria dell'Associazione Nazionale Alpini, di cui fu primo, e per lunghi anni, presidente, e che alla sua morte gli fu intitolata. Si spense nel 1973.

### Annotazioni
1. ↑  Il 16 giugno 1915 al comando della 31ª Compagnia del Battaglione alpini "Exilles" fu protagonista della conquista del Monte Nero, effettuata in collaborazione con il Capitano Vincenzo Arbarello, comandante della 84ª Compagnia.

### Fonti
1. 1 2 3 4 5 6  Associazione Nazionale Alpini. Sezione di Alessandria, settembre 2001, p. 16.
2. ↑  Associazione Nazionale Alpini. Sezione di Alessandria, settembre 2001, p. 20.
3. ↑  Gazzetta Ufficiale del Regno d'Italia n.144 del 24 giugno 1935, pag.3076.

### Periodici
- Associazione Nazionale Alpini. Sezione di Alessandria, 4º Raduno del 1º Raggruppamento, n. 6, Alessandria, Azienda Turistica Alessandria, settembre 2001,  p. 2.